# 人吉中継局

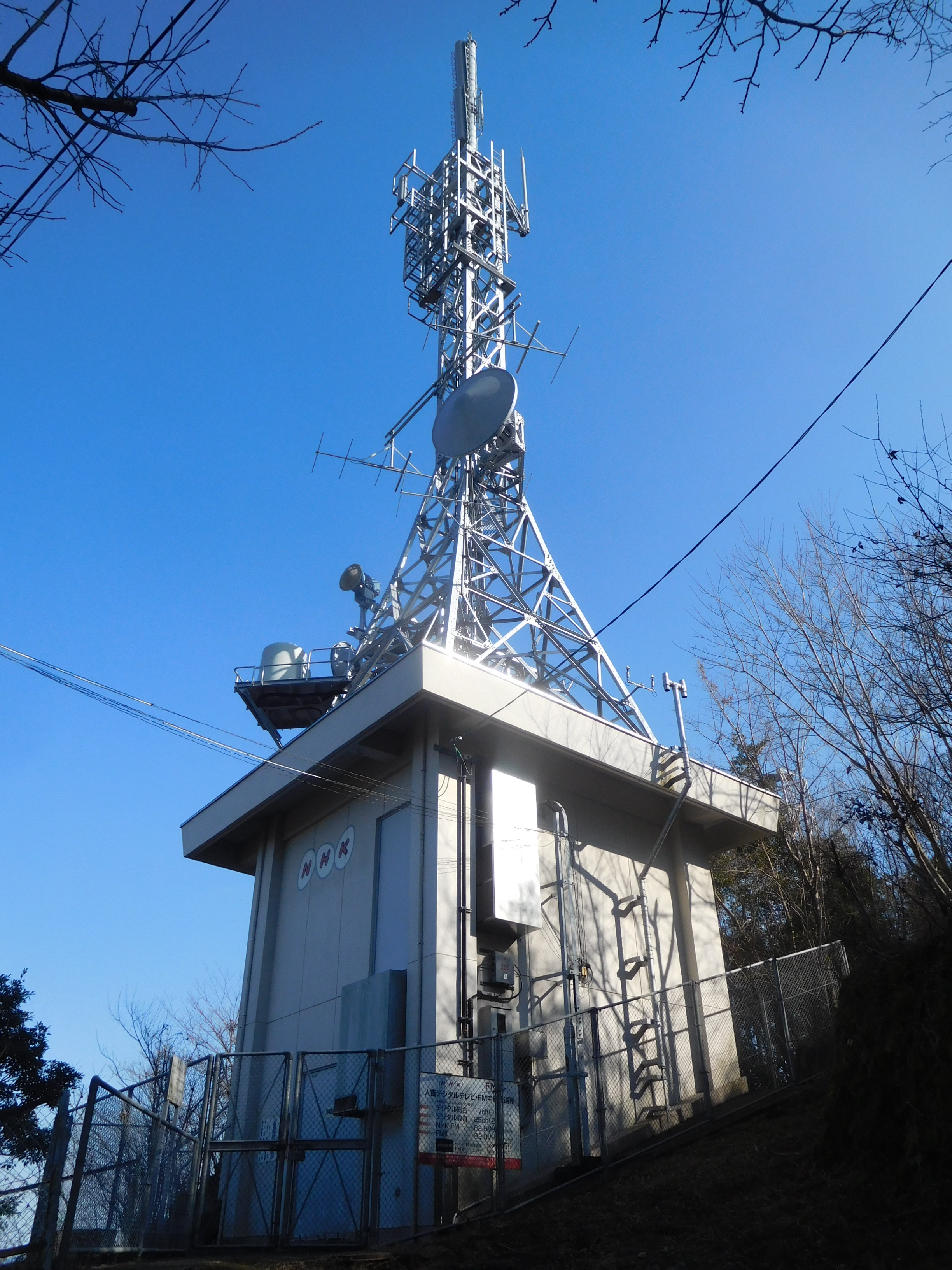
NHK熊本放送局（総合・Eテレ・FM）およびエフエム熊本（FMK）の鉄塔（2018年）

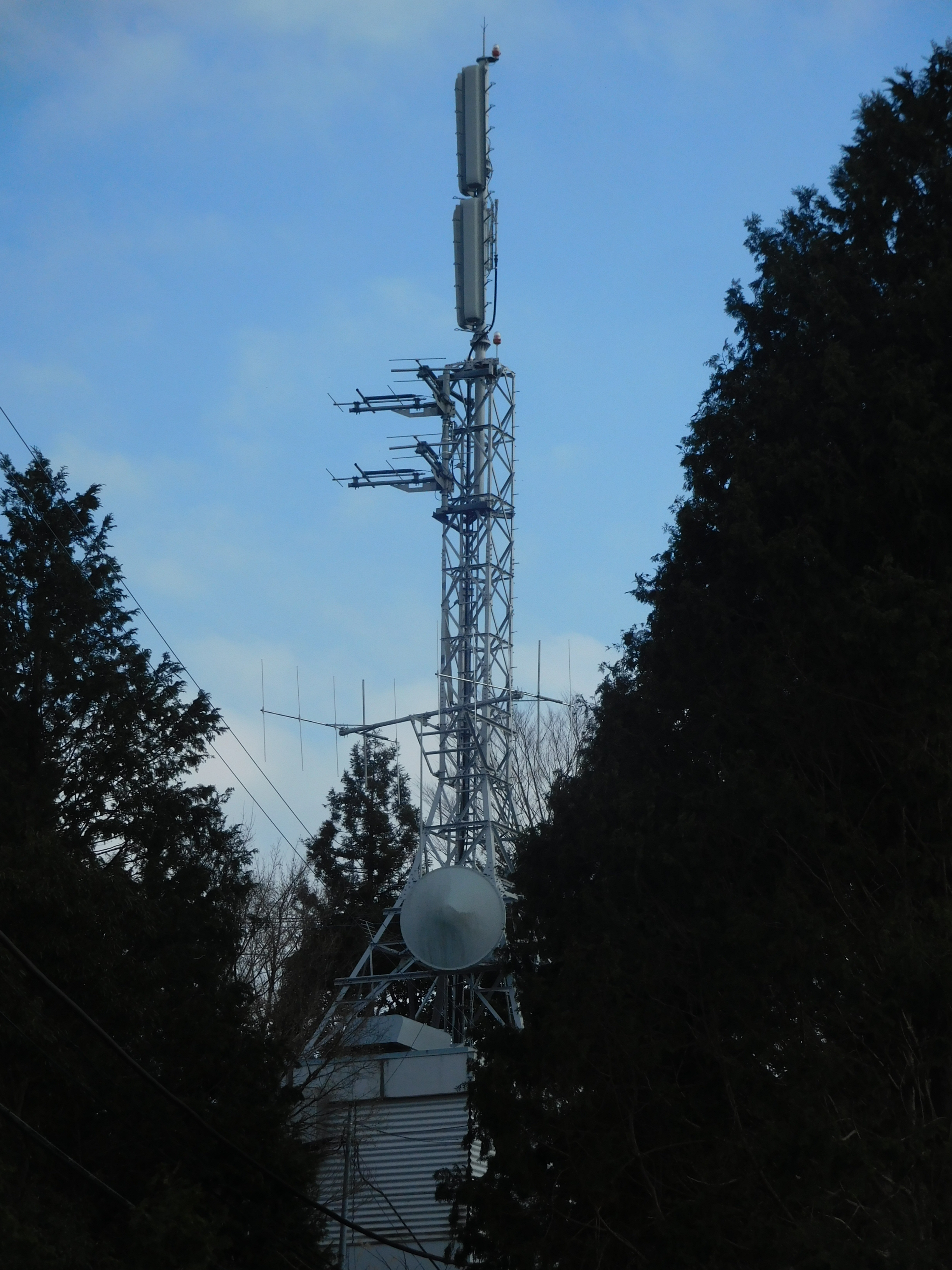
民放テレビ各局およびRKK熊本放送のFM補完中継局（2018年）

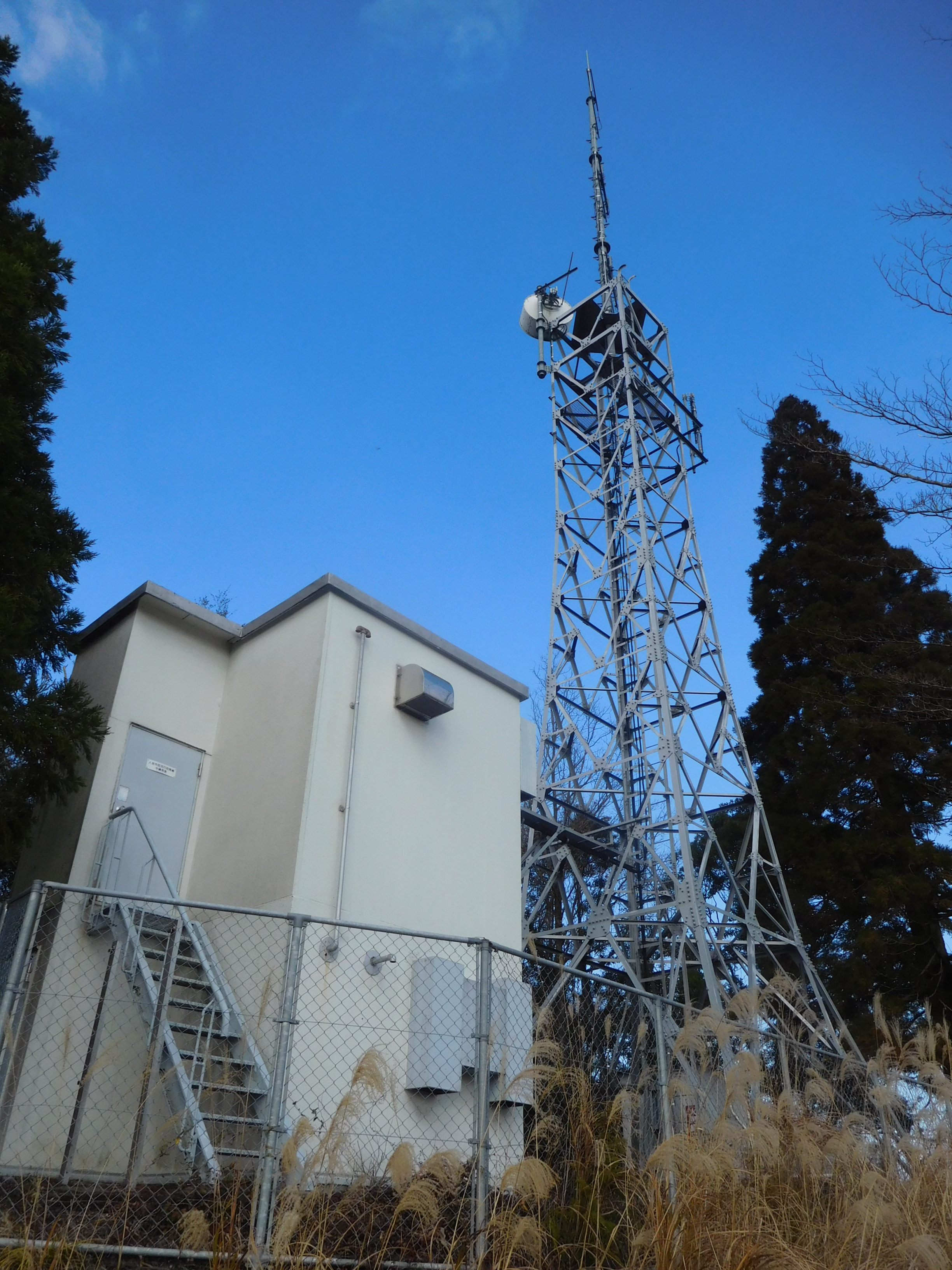
KKT熊本県民テレビおよびKAB熊本朝日放送のかつてのアナログテレビ中継局（2018年）

人吉中継局（ひとよしちゅうけいきょく）は、熊本県人吉市及び同球磨郡錦町に置かれているテレビジョン放送・ラジオ放送の中継局である。

## 概要
熊本県球磨地方の中核中継局として位置づけられている。人吉市自体が盆地に位置することもあって、中波ラジオ放送の中継局も盆地にある。
また、テレビジョン放送のデジタル化が完了したことに伴い、国が進める次世代テレビジョン放送の実験舞台としてこの中継局が選ばれ、30km先の地域で受信するとどうなるかを検証することになった。

### 所在地
テレビ・FMラジオ
熊本県人吉市上永野町字高塚西浦国有林21林班イ小班内（高塚山、民放テレビは左記及び間高塚国有林21林班ハ小班内）
AMラジオ
NHK熊本：熊本県人吉市願成寺町1195（チサンカントリークラブ人吉北方）
熊本放送：熊本県球磨郡錦町西字一丸（くま川鉄道川村駅南方）

## 人吉テレビ・FM中継局

### デジタルテレビ放送
| リモコン 番号 | 放送局名           | チャンネル 番号 | 空中線 電力 | ERP  | 偏波面   | 放送対象地域 | 放送区域 内世帯数 | 運用開始日     |
| ------------- | ------------------ | --------------- | ----------- | ---- | -------- | ------------ | ----------------- | -------------- |
| 1             | NHK 熊本総合       | 17              | 10W         | 125W | 水平偏波 | 熊本県       | 30,434世帯        | 2007年 10月1日 |
| 2             | NHK 熊本教育       | 25              | 10W         | 125W | 水平偏波 | 全国         | 30,434世帯        | 2007年 10月1日 |
| 3             | RKK 熊本放送       | 18              | 10W         | 105W | 水平偏波 | 熊本県       | 30,434世帯        | 2007年 10月1日 |
| 4             | KKT 熊本県民テレビ | 20              | 10W         | 105W | 水平偏波 | 熊本県       | 30,434世帯        | 2007年 10月1日 |
| 5             | KAB 熊本朝日放送   | 21              | 10W         | 105W | 水平偏波 | 熊本県       | 30,434世帯        | 2007年 10月1日 |
| 8             | TKU テレビ熊本     | 19              | 10W         | 105W | 水平偏波 | 熊本県       | 30,434世帯        | 2007年 10月1日 |

- 所在地：人吉市（高塚山）[2][3]
- 放送区域：人吉市、球磨郡錦町、多良木町、湯前町、水上村、相良村、山江村、球磨村及びあさぎり町の各一部[2]
- 2007年6月28日に予備免許が交付され[4]、9月3日に試験放送を開始。10月1日に本放送を開始した[5]。

### アナログテレビ放送
| チャンネル 番号 | 放送局名           | 空中線電力 （映像/音声） | ERP （映像/音声） | 偏波面   | 放送対象地域 | 放送区域 内世帯数 | 運用開始日 |
| --------------- | ------------------ | ------------------------ | ----------------- | -------- | ------------ | ----------------- | ---------- |
| 1               | NHK 熊本教育       | 75W/18.5W                | 240W/59W          | 水平偏波 | 全国         | 約30,000世帯      | -          |
| 3               | NHK 熊本総合       | 75W/18.5W                | 240W/59W          | 水平偏波 | 熊本県       | 約30,000世帯      | -          |
| 5               | RKK 熊本放送       | 75W/18.5W                | 230W/57W          | 水平偏波 | 熊本県       | 約30,000世帯      | -          |
| 36              | KAB 熊本朝日放送   | 100W/25W                 | 1.15kW/290W       | 水平偏波 | 熊本県       | 約30,000世帯      | -          |
| 40              | KKT 熊本県民テレビ | 100W/25W                 | 1.15kW/290W       | 水平偏波 | 熊本県       | 約30,000世帯      | -          |
| 42              | TKU テレビ熊本     | 100W/25W                 | 1kW/260W          | 水平偏波 | 熊本県       | 約30,000世帯      | -          |

- 所在地：デジタルテレビ放送に同じ

#### アナログテレビ開局年月日
- NHK総合：1961年（昭和36年）11月1日
- NHK教育：1962年（昭和37年）6月1日
- RKK：1962年（昭和37年）3月23日
- TKU：1969年（昭和44年）10月8日
- KKT：1982年（昭和57年）3月28日
- KAB：1989年（平成元年）9月22日

### FMラジオ放送
| 周波数 （MHz） | 放送局名         | 空中線 電力 | ERP  | 放送対象地域 | 放送区域 内世帯数 | 運用開始日                   |
| -------------- | ---------------- | ----------- | ---- | ------------ | ----------------- | ---------------------------- |
| 82.0           | FMK エフエム熊本 | 50W         | 110W | 熊本県       | -                 | 1985年10月9日                |
| 82.8           | NHK 熊本FM       | 50W         | 130W | 熊本県       | -                 | 1969年3月1日 (1966年2月14日) |
| 92.3           | RKK 熊本放送     | 50W         | 145W | 熊本県       | -                 | 2017年2月1日                 |

- 運用開始日の括弧内は実用化試験局の開始日。

## 人吉東テレビ中継局

### アナログテレビ放送
| チャンネル 番号 | 放送局名     | 空中線電力 （映像/音声） | ERP （映像/音声） | 偏波面   | 放送対象地域 | 放送区域 内世帯数 | 運用開始日 |
| --------------- | ------------ | ------------------------ | ----------------- | -------- | ------------ | ----------------- | ---------- |
| 44              | NHK 熊本総合 | 30W/7.5W                 | 400W/99W          | 水平偏波 | 熊本県       | -                 | -          |
| 46              | NHK 熊本教育 | 30W/7.5W                 | 400W/99W          | 水平偏波 | 全国         | -                 | -          |

- 所在地：人吉テレビ中継局に同じ
- 開局：1991年（平成3年）6月8日
- 人吉局のNHKはVHF-Lowバンドで送信していたことから電波干渉を受けやすかった。このため、スポラディックE層出現による季節混信対策の補間局として設置された。
- 2011年7月24日をもってすべて廃止された。

## 人吉ラジオ中継局

### AMラジオ放送
| 周波数 （KHz） | 放送局名     | 空中線 電力 | 放送対象地域 | 放送区域 内世帯数 | 運用開始日    |
| -------------- | ------------ | ----------- | ------------ | ----------------- | ------------- |
| 846            | NHK 熊本第1  | 1kW         | 熊本県       | -                 | 1946年5月26日 |
| 1197           | RKK 熊本放送 | 1kW         | 熊本県       | -                 | 1956年9月26日 |
| 1602           | NHK 熊本第2  | 1kW         | 全国         | -                 | 1953年4月1日  |

- RKK人吉局には呼出符号として「JOBL」が割り当てられていたが、後に呼出符号が廃止された。[9]
また、1984年に移転の上、増力した。

## 実験試験局
いわゆる「8Kスーパーハイビジョン」と呼ばれる超高画質ハイビジョン放送の実現を目指す国の施策の一環として、NHKが放送法に基づき受託して行うもの。
| チャンネル 番号 | 放送局名              | 呼出名称                | 空中線電力 | ERP | 実験対象地域 | 実験期間                     |
| --------------- | --------------------- | ----------------------- | ---------- | --- | ------------ | ---------------------------- |
| 46              | NHK 人吉UHF実験試験局 | NHK ひとよしUHFじっけん | 10W        | -   | 熊本県人吉市 | 2013年11月から 2017年3月まで |